# Campeonato Guianense de Futebol Feminino de 2022-23
A Guyana Football Federation (GFF) Women's Developmental League Championship (ou apenas GFF Women's League 2022-23) foi a 4ª edição oficial do Campeonato Guianense de Futebol Feminino. Foi organizada pela Federação de Futebol da Guiana (GFF) com patrocínio da MVP Sports.
A liga foi lançada em junho de 2022 com a participação de 37 equipes de todo o país. A fase final iniciou-se em março de 2023, com a disputa entre os 12 melhores times.
A equipe campeã foi a Guyana Defence Force FC, que bateu a tradicional Fruta Conquerors na final.

## Fase Final
A fase final foi disputada de 4 de março a 5 de abril de 2023 em formato eliminatório.

### Times Participantes
| Time                   | Cidade     |
| ---------------------- | ---------- |
| Bartica All Stars FC   | Georgetown |
| Potaro Strikers FC     | Buxton     |
| Essequibo All Stars FC | Linden     |
| Foxy Ladies FC         | Leonora    |
| Fruta Conquerors       | Georgetown |
| Guyana Defence Force   | Georgetown |
| Milerock FC            | Linden     |
| New Amsterdam United   | Linden     |
| Coomacka FC            | Georgetown |
| Pakuri Jaguars FC      | Georgetown |
| Police FC              | Georgetown |
| Santos FC              | Georgetown |

## Tabela

### Oitavas de final
Os jogos das oitavas de final foram realizados na primeira semana de março de 2023. Em negrito estão os times classificados para a fase seguinte.
| Equipe 1            | Resultado   | Equipe 2             |
| ------------------- | ----------- | -------------------- |
| Pakuri Jaguars      | 5:0         | New Amsterdam United |
| Essequibo All Stars | (3) 2:2 (4) | Foxy Ladies FC       |
| Milerock            | :           | Bartica All Stars    |
| Santos FC           | :           | Coomacka FC          |

### Quartas de final
Os jogos das quartas de final foram realizados nos dias 15 e 16 de março de 2023. Os 4 melhores times na primeira fase do torneio classificaram-se diretamente para esta fase. Em negrito estão os times classificados para as semifinais.
| Equipe 1         | Resultado | Equipe 2        |
| ---------------- | --------- | --------------- |
| Police FC        | 7:0       | Potaro Strikers |
| Fruta Conquerors | 7:3       | Milerock        |
| GDF FC           | 12:1      | Foxy Ladies FC  |
| Pakuri Jaguars   | 9:0       | Santos FC       |

### Finais
|  | Semifinal                        | Semifinal |   |  | Final                           | Final |  |
|  |                                  |           |   |  |                                 |       |  |
|  | Georgetown (Guiana), 30 de março |           |   |  |                                 |       |  |
|  | Fruta Conquerors                 | 8         |   |  |                                 |       |  |
|  | Pakuri Jaguars                   | 2         |   |  |                                 |       |  |
|  |                                  |           |   |  |                                 |       |  |
|  |                                  |           |   |  | Georgetown (Guiana), 5 de abril |       |  |
|  |                                  |           |   |  | Fruta Conquerors                | 1     |  |
|  |                                  | GDF FC    | 3 |  |                                 |       |  |
|  |                                  |           |   |  |                                 |       |  |
|  |                                  |           |   |  |                                 |       |  |
|  |                                  |           |   |  |                                 |       |  |
|  | Georgetown (Guiana), 30 de março |           |   |  |                                 |       |  |
|  | Police FC                        | 0         |   |  |                                 |       |  |
|  | GDF FC                           | 1         |   |  |                                 |       |  |

### Partida Final
| 5 de abril de 2023 | Fruta Conquerors             | 1 - 3     | GDF FC                                                   | Eve Leary Sports Ground, Georgetown (Guiana) |
| 20:00 UTC-4        | Jessica Teasdale (contra) 6' | Relatório | Jessica Teasdale (pen.) 22 ' · Abioce Heywood 74', 90+1' |                                              |

## Premiação
| Campeonato Guianense de Futebol Feminino de 2022-23 |
| Guiana                                              |
| --------------------------------------------------- |
| Guyana Defence Force FC Campeãs (1º título)         |

### Terceiro Lugar
O Police FC venceu o Pakuri Jaguars por 8 a 0, em partida realizada em 2 de abril.